# Bruchlandung im Paradies
Bruchlandung im Paradies ist eine US-amerikanische Abenteuerkomödie von Charles Jarrott aus dem Jahr 1980. Gedreht wurde in der kalifornischen Mojave-Wüste und auf Hawaii. Die Handlung lehnt sich an den Roman The Gremlin's Castle von Ernest K. Gann an.

## Handlung
Der Bruchpilot Noah wird von seinen Gläubigern bedrängt. Er braucht unbedingt einen lukrativen Auftrag, um deren Forderungen begleichen zu können. Zuerst sehr widerstrebend nimmt er – in aktuelle Bedrängnis geraten – schließlich den Auftrag an, eine junge Missionarin mit ihrem Privatzoo zu befördern. Sie will den Bewohnern einer Südseeinsel beim Aufbau einer Landwirtschaft helfen. Die Maschine, die sie benutzen, ist ein zu Transportzwecken umgebautes altes US-Bombenflugzeug aus dem Zweiten Weltkrieg. Zwei Kinder (Julie und Bobby) schmuggeln sich auch in das Flugzeug.
Ein Kofferradio beeinflusst unbeabsichtigt den Kompass und man kommt weit vom Kurs ab. Eine Korrektur ist auf Grund der verbliebenen Treibstoffmenge nicht mehr möglich. So sucht der Pilot nach einer Insel, um dort notzulanden. Das gelingt ihm auch. Bei der Bruchlandung am Ufer wird niemand verletzt. Die Notgelandeten richten es sich auf der Insel wohnlich ein. Nach einiger Zeit treffen die vier auf zwei japanische Soldaten, die nicht wissen, dass der Zweite Weltkrieg schon lange zu Ende ist. Zuerst tritt man sich feindselig gegenüber. Der Missionarin gelingt es schließlich, die Japaner zu überzeugen, dass die USA und Japan sich nicht mehr im Kriegszustand befinden. Aus Gegnern werden nun gute Freunde.
Alle überlegen, wie man von der Insel wegkommen könnte. Den Japanern kommt schließlich ein Einfall. In schweißtreibender Arbeit baut man das Flugzeug in ein großes seetüchtiges Floß um. Mit dieser Arche Noah sticht man dann in See. Der zur Tiermenagerie gehörende Enterich wird mit einer Botschaft auf die Reise geschickt. Man hat etliche Abenteuer zu bestehen. Auf hoher See wird die Besatzung von einem Hai attackiert und in einem Sturm das Floß beschädigt. Allmählich gehen die Vorräte zur Neige. Die Situation erscheint hoffnungslos, da werden sie von einem Schiff der Küstenwache von Hawaii entdeckt. Die Ente hatte den Hilferuf ans Ziel gebracht. Pilot Noah Dugan und die Missionarin Bernadette Lafleur haben sich ineinander verliebt und heiraten zum Schluss.

## Kritiken
- „Die am Strand von Waikiki gefilmte Komödie leistet sich die üblichen Disney-Sentimentalitäten von der Familie der Menschen, hält ihre Botschaften jedoch im unterhaltsamen Rahmen.“ (Wertung: 2 Sterne = durchschnittlich) – Adolf Heinzlmeier, Berndt Schulz[1]

- „Harmloser, mäßig lustiger Disney-Film mit arg chargierenden Schauspielern.“ – Lexikon des internationalen Films[2]

- „Typisches Rührstück aus der Disney-Produktion, streckenweise beeindruckend.“ (Wertung: 2½ Sterne = gut) – Movies on TV